# Velten Muhly

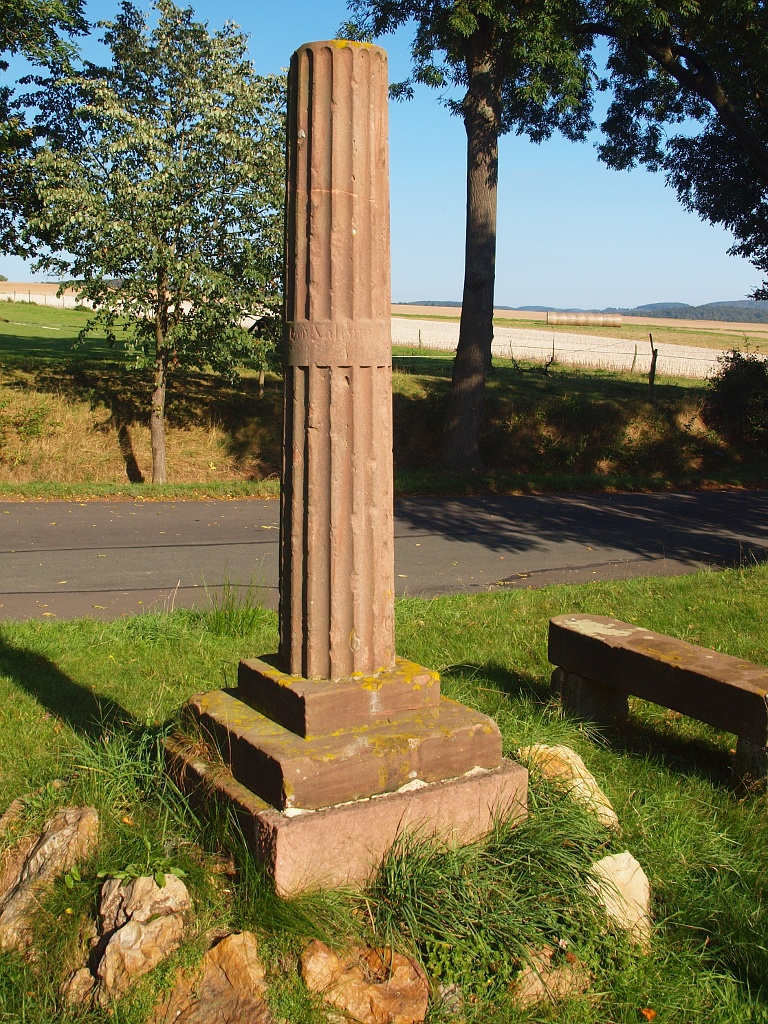
Sandsteinsäule von 1843 an der Stelle, wo Muhly gestanden haben soll, als er den General Breda erschoss. Etwa 280 Meter südöstlich davon steht der Obelisk, wo Breda gefallen sein soll.

Velten Muhly, eigentlich Valentin Muhly, († Juni 1656 in Ziegenhain) war Metzger und Kommandant der 1539 gegründeten Bürgerwehr in Ziegenhain, die im Frieden die Festungswache auf der Festung Ziegenhain versah.
Der Überlieferung nach war es Muhly, der im Gefecht am Riebelsdorfer Berg am 15. November 1640 den Befehlshaber der kaiserlichen Truppen, General Hans Rudolf von Breda, durch einen Schuss tötete.  Die Ziegenhainer Schützen waren durch einen Wald marschiert und fanden sich überraschend im Rücken von Bredas Befehlsstelle.  Die zahlenmäßig überlegenen Kaiserlichen verloren daraufhin die Schlacht gegen sachsen-weimarische Truppen unter Oberst Reinhold von Rosen, verstärkt durch ein französisches Bataillon des Herzogs Henri von Orléans-Longueville und das Ziegenhainer Bürgerkorps.
1843 errichteten Ziegenhainer Bürger an der heutigen B 454, an der Stelle, wo Breda fiel, einen Obelisken; an dem Platz, an dem Velten Muhly auf Breda geschossen haben soll, immerhin 280 m entfernt, steht seitdem eine schlanke Steinsäule. Das so genannte Bredaschwert des Generals wird im Rathaus von Ziegenhain aufbewahrt.
Muhly starb im Juni 1656 in Ziegenhain und wurde dort beerdigt.